# Wappen der finnischen Region Uusimaa
Diese Seite zeigt Wappen der finnischen Städte und Gemeinden der Region von Uusimaa.

## Städte und Gemeinden

Uusimaa
Askola
Espoo
Hanko
Helsinki
Hyvinkää
Ingå
Järvenpää
Karjalohja
Karkkila
Kauniainen
Kerava
Kirkkonummi
Lapinjärvi
Liljendal
Lohja
Loviisa
Mäntsälä
Myrskylä
Nummi-Pusula
Nurmijärvi
Pernaja
Pornainen
Porvoo
Pukkila
Raseborg
Ruotsinpyhtää
Sipoo
Siuntio
Tuusula
Vantaa
Vihti

## Wappen aufgelöster und alter Gemeinden

Bromarv
Ekenäs
Ekenäs landskommun
Hyvinkään maalaiskunta
Karis
Karis landskommun
Lohja
Lohjan kunta
Nummi
Pohja
Porvoon maalaiskunta
Pusula
Pyhäjärvi
Sammatti
Snappertuna
Tenala

## Wappen aufgelöster Regionen

Itä-Uusimaa

## Wappenbeschreibung
1. ↑  Im blauen Schild ein goldenes Ruderboot mit Pinne zwischen zwei silbernen Wellenbalken
2. ↑  In Silber ein mit drei roten gestielten Rosen bestecktes rotes Schleifrad
3. ↑  In Blau ein goldenes Hufeisen unter einer goldenen Krone
4. ↑  In Blau und Silber geteilt mit einem roten Turm, zwei blauen Fenstern und blauen Durchgang und silberner Haube über der ein sechszackiger silberner Stern steht
5. ↑  In Blau schwimmt auf einem weißen Wellenschildfuß unter einer goldenen Krone ein goldenes Boot
6. ↑  In Blau drei übereinander liegende goldene Webschützen mit weißen Spitzen und Garnrolle
7. ↑  In Gold und Blau geteilt durch Wellenschnitt mit oben einem roten Radkreuz undunten ein nach rechts schräggelegter goldener Anker
8. ↑  In Blau eine beidseitig beflügelte silberne Leier
9. ↑  In Blau drei im Pss gestellte goldene Birkenblätter mit sechszackigen goldenem Stern am oberen Schildrand
10. ↑  In Rot zwei gekreuzte goldene Hämmer über einem flammengeschnittenen goldenen Schildfuß
11. ↑  In Blau ein sitzendes goldenes Eichhörnchen einen schwarzen Zapfen haltend unter balkenweise gestellten drei goldenen Rosen
12. ↑  In Blau ein goldener Balken mit Schwalbenschwanzschnitt auf der Oberseite
13. ↑  In Blau mit goldenem gemeinen Kreuz und Silber mit blauem Boot durch Wellenschnitt geteilt
14. ↑  Das Wappen ist in Silber und Blau gespalten und zeigt auf jeder Seite eine Spitze in ein Kleeblattkreuz auslaufend in verwechselten Farben
15. ↑  In Blau und Silber geteilt zeigt oben einen offenen silbernen Flug und unten drei (2;1) silbergegürtete blaue Lilien.
16. ↑  In Blau ein silberner Laurentiusrost und unten zwei dreifrüchtige goldene Haselnusszweige
17. ↑  In Blau und Gold geteilt mit oben schragenweise gelegte goldene zwei Kanonenrohre und unten ein schwarzer Anker. Auf dem oberen Schildrand ruht eine goldene Krone
18. ↑  In Blau ein goldener hersehender Elchkopf mit Geweih von drei (1;2) silbernen Kleeblättern begleitet
19. ↑  In Blau eine silberne schrägrechts gelegte ausgerissene silberne Kiefer
20. ↑  In Blau sieben (2, 3, 2) Jugendköpfe in natürlicher Farbe mit blondem Haar
21. ↑  In Silber ein rotes bis zum Schildrand reichendes Andreaskreuz unter einem roten Schildhaupt mit einem silbernen sechszackigen Stern von zwei silbernen Pflugscharen begleitet.
22. ↑  In Blau eine goldene Glocke mit je einer goldenen Garnspindel mit silbernem Faden zu den Seiten
23. ↑  In Blau ein silberner Buchstabe „C“ als Feuerstahl nach links offen
24. ↑  In Blau ein silberner Widderkopf
25. ↑  In Grün acht weiße Blüten mit goldenem Butzen im Kreis. Auf dem Schild eine fünftürmige Mauerkrone
26. ↑  In Blau ein schräggelegtes goldenes Krückenkreuz über einem goldenen Wellenbalken in Schildfußnähe
27. ↑  In Schwarz ein silberner Wolfskopf über einem silbernen Wellenbalken in Schildfußnähe
28. ↑  In Blau zwischen zwei silbernen Wellenschnittbalken ein goldener mit dem Bart nach rechts und unten zeigenden Schlüssel
29. ↑  In Rot und Silber durch Schrägrechtsschnitt geteilt. Oben silberner Pistolenverschluss und unten ein grüner Lorbeerzweig mit sechs roten Beeren
30. ↑  In Blau mit einem silbernen Wellenbalken über den Schildfuß zeigt einen goldenen großen Fischschwanz nach rechts geneigt'
31. ↑  In Gold ein gewellter gestürzter blauer Sparren mit einem blauen Mühlrad dazwischen
32. ↑  In Gold und Rot geteilt mit einem wachsenden Hirsch in Rot mit ebenso gefärbten Geweih oben, während unten zwei goldene Harpunenspitzen schräggekreuzt liegen und goldene Granate zwischen den Schneiden
33. ↑  In Silber eine entwurzelte grüne Eiche mit Laub und fünf roten Früchten. Auf dem Schild ruht eine fünftürmige Mauerkrone
34. ↑  In Silber mit Wellenschildfuß sind oben fünf grüne Eichenblätter und zwei rote Früchte aus der Mitte und unten ein rotgeflosster silberner Lachs nach rechts schwimmend
35. ↑  In Blau ein silberner Halbmond mit der Öffnung nach rechts zeigend und eine goldene Krone darüber
36. ↑  In Blau steht eine goldene gezinnte Burg mit offenen Fenstern und Durchgang auf drei weißen einzelnen Bergen über denen ein schmales Wellenband in Blau liegt und dessen mittlerer größerer Berg einen runden blauen Ausschnitt mit einem sechsspeichigen goldenen Rad zeigt
37. ↑  Ein silbernes Wellenband teilt in Rot und Schwarz. Oben drei (2;1) goldene gezinnte Mauerstücke und unten ein alchimistisches Zeichen für Eisen in Gold
38. ↑  In Blau drei silberne Hochöfen mit silbergeränderten roten Flammen an der Oberseite. Unter allem ein silberner Lachs mit roten Flossen nach rechts schwimmend.
39. ↑  In Blau ein silberner Laurentiusrost und unten zwei dreifrüchtige goldene Haselnusszweige
40. ↑  In Silber eine blaue Spitze mit silberner Lilie und begleitet von zwei alchimistischen Symbolen für Eisen neben der Spitze
41. ↑  In Rot drei goldbeflosste silberne Lachse übereinander
42. ↑  In silberner Rechtsflanke und Grün durch schräge nach unten zeigende Zinnen gespalten und hinten in Silber ein messerartiges Beil
43. ↑  In Blau steht ein goldenes Kleeblattkreuz in einem goldenen Boot
44. ↑  In Blau ein goldenes Ahornblatt mit zwei Samennasen
45. ↑  In Blau eine goldene gezinnte Mauer mit mittigen gezinntenTurm und in allem rote Fenster von zwei goldenen Eichenblätter begleitet.
46. ↑  In Grün ein silberner kniender Engel eine goldene Fahne mit einer schwarzen Axt deren Schneide zur Fahnenstange weist, mit beiden Händen haltend
47. ↑  In Blau drei senkrechte schwebende silberne Flammenwellen balkenweise gestellt